# Oaxaca
Oaxaca (wɑˈhɑkɑⓘ), offiziell Freier und Souveräner Staat Oaxaca (spanisch Estado Libre y Soberano de Oaxaca), ist einer der 31 Bundesstaaten von Mexiko. Er liegt im Süden des Isthmus von Tehuantepec.

## Name
Der Staat ist benannt nach seiner Hauptstadt Oaxaca de Juárez (siehe dort zur Herkunft des Wortes).
In der Kolonialzeit wurde das Gebiet der Talregion als Las Cuatro Villas bezeichnet, weil es aus vier voneinander räumlich getrennten Kleinstädten bestand, die administrativ als Besitzungen des von 1521 bis 1530 als Generalgouverneur von Neuspanien eingesetzten Hernán Cortés zusammengefasst waren. Der Name Oaxaca wurde später auf den Staat übertragen.

## Geographie
Auf dem Gebiet Oaxacas kreuzen sich drei Bergketten: Die Sierra Madre Oriental, die Sierra Madre del Sur und die Sierra Atravesada. Die einzigen Ebenen stellen ein schmaler Streifen an der Pazifikküste, die zentralen Hochtäler sowie im Norden ein Stück an der Grenze zu Veracruz dar. Die durchschnittliche Höhe beträgt 1500 Meter über dem Meeresspiegel.
Im Nordwesten grenzt der bergige Staat an Puebla, im Nordosten an Veracruz, im Westen an Guerrero und im Osten an Chiapas. Im Süden grenzen ihn rund 600 km Küste von dem Pazifik ab. Seine Fläche beträgt etwa 94.000 km², womit er 4,8 % der Fläche Mexikos einnimmt. In Oaxaca leben 3,51 Millionen Menschen. Es beherbergt über 16 verschiedene Volksgruppen und ist daher einer der kulturell vielfältigsten Bundesstaaten. Der Bundesstaat hat einen hohen indigenen Bevölkerungsanteil. Genauso wie andere Staaten Mexikos besitzt Oaxaca eine eigene Verfassung, ein Strafgesetzbuch und ein eigenes Wappen.
Der wichtigste Fluss Oaxacas ist der Río Papaloapan, der von den Flüssen Río Tomellín und Río Santo Domingo gespeist wird. Der höchste Berg ist der Cerro Nube (Quie Yelaag auf Zapotekisch). Er liegt in der Sierra Madre del Sur und sein Gipfel ist mit 3750 Metern der elfthöchste in Mexiko.

## Klima
Durch seine vielgestaltige Geographie umfasst Oaxaca unterschiedliche Klimazonen: kühle, pinienbewachsene Bergrücken, heiße, trockene, kakteenbestandene Täler und feuchtheiße Dschungel in den tiefergelegenen Regionen am Papaloapan und an der Pazifikküste.

## Bevölkerung und Sprachen
Oaxaca ist der mexikanische Bundesstaat mit der größten ethnischen und linguistischen Diversität. Es gibt über 60 indigene Bevölkerungsgruppen mit 1,2 Millionen aktiven Sprechern indigener Sprachen. Die Zapoteken – seit etwa 1400 v. Chr. im zentralen Tal von Oaxaca als Ackerbauern ansässig – bilden mit mindestens 400.000 meist zweisprachigen Personen die größte dieser Gruppen. Das Zapotekische ist eine große Sprachfamilie mit zahlreichen Varianten; insgesamt sprechen ca. 34 % der Einwohner der Bundesstaates Zapotekisch. Die in sprachlicher Hinsicht den Zapoteken nahestehenden Mixteken (Ñuu sávi) bilden mit etwa 267.000 Personen die zweitgrößte Gruppe. Mixtekisch sprechen etwa 22 % der Einwohner des Staates. Die drittgrößte Gruppe stellen die mit den Mixteken ethnisch und sprachlich verwandten rund 180.000 Mazateken (Ha shuta enima) dar, gefolgt von etwa 115.000 Mixes (Ayuukjä'äy) in der Sierra norte, die eine mit den Maya-Sprachen verwandtes Idiom sprechen, etwa 110.000 Chinanteken (Tsa ju jmí’) und 50.000 Chatinos. Etwa 5 % der Einwohner Oaxacas sind afrikanischer Abstammung; sie leben vor allem in der Küstenregion.

### Bevölkerungsentwicklung
Obwohl Oaxaca eine der höchsten Geburtenraten in Mexiko hat, liegt das Bevölkerungswachstum nicht über dem Durchschnitt des Landes. Grund dafür ist die Abwanderung in andere Bundesstaaten Mexikos und das Ausland. Viele Zapoteken sind in die USA ausgewandert.
| Jahr | Einwohnerzahl |
| ---- | ------------- |
| 1990 | 3.019.560     |
| 1995 | 3.228.895     |
| 2000 | 3.438.765     |
| 2005 | 3.506.821     |
| 2010 | 3.801.962     |
| 2015 | 3.967.889     |
| 2020 | 4.132.148     |

## Geschichte
Erste Spuren menschlicher Besiedlung in Oaxaca lassen sich auf ca. 11.000 v. Chr. datieren. In einer Höhle mit dem Namen Guilá Naquitz in der Nähe der Stadt Mitla fand man Reste kultivierter Pflanzen von etwa 8000 bis 7000 v. Chr.

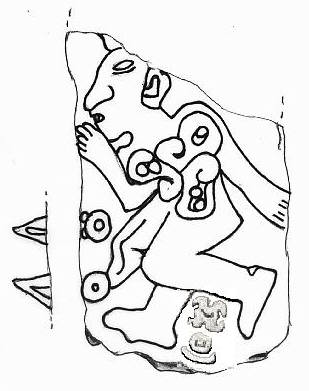
Skizze eines Steinreliefs von San José Mogote mit den ältesten zapotekischen Kalender-Hieroglyphen („Erdbeben“?) zwischen den Beinen des Mannes

Die ersten Siedlungen in den fruchtbaren zentralen Hochtälern Oaxacas bei San José Mogote werden mittels Radiokohlenstoffdatierung auf ca. 1500 v. Chr. datiert. Lehmziegelbauten wurden ab etwa 850 v. Chr. errichtet. Diese frühe zapotekische Kultur wurde von den Olmeken beeinflusst. Spuren zapotekischer Hieroglyphen finden sich seit 600 v. Chr. Um 500 v. Chr. ging die Bedeutung von San José Mogote zurück. In der Zeit danach wurde der Berggipfel von Monte Albán (weißer Berg) abgetragen, die ersten Tempel wurden darauf errichtet. Zwischen 200 v. Chr. und 300 n. Chr. dehnten die Zapoteken ihren Einfluss auf ganz Oaxaca aus.
Zwischen 300 und 700 war Monte Alban auf ihrem Höhepunkt angelangt. Die Zapoteken beherrschten von dort aus ein ganzes Reich in Mittelamerika. Daneben spielte das benachbarte Mitla eine Rolle als Kultort. Nachdem die Zapoteken aus unbekannten Gründen um 950 Monte Albán verlassen hatten, wurde Oaxaca von den Mixteken übernommen. 1458 besetzten die Azteken unter Moctezuma I. Oaxaca. Der Nachfolger Moctezumas I. errichtete einen Militärposten und die gesamte Region geriet in die Tributpflicht der Azteken.
Der spanische Eroberer Hernán Cortés nahm 1521 das Tal von Oaxaca ein und bekam es 1528 vom spanischen König Karl V. geschenkt. Damit wurde Cortés, der fortan den Titel Marqués del Valle de Oaxaca trug, zu einem der reichsten Adligen Spaniens.
Im Jahre 1544 wurde mit dem Bau der Kathedrale in Oaxaca-Stadt begonnen. Im Jahre 1812 wurde Oaxaca durch die Rebellen um José María Morelos eingenommen. Von 1847 bis 1852 war der spätere mexikanische Präsident Benito Juárez Gouverneur von Oaxaca. Sein bedeutendstes Zitat lautet „El respeto al derecho ajeno es la paz“, was so viel bedeutet wie „Der Respekt gegenüber dem Recht des Nächsten garantiert den Frieden“. Dieser Satz ist in überdimensionalen Lettern auch auf einem Berg der Hauptstadt angebracht.
2006 entwickelte sich aus einem Protest der Lehrergewerkschaft in Oaxaca-Stadt ein landesweiter Aufstand. Im Zusammenhang damit wurde die Hauptstadt des Bundesstaates fünf Monate lang von Aufständischen besetzt gehalten.

## Politik

### Exekutive
Die Exekutive wird vom Gouverneur des Staates ausgeübt. Er hat das Recht, den Regierungsgeneralsekretär und „…alle anderen Sekretäre sowie öffentliche Organe der Regierung des Staates zu benennen…“ und der Legislative Gesetzesinitiativen vorzustellen. Die Amtszeit beträgt sechs Jahre. Innerhalb dieser Periode besteht außer im Todesfall keine Möglichkeit der Abwahl.
Die Legislative wird vom Kongress des Staates mit 42 Abgeordneten gebildet. Davon werden 25 nach dem Mehrheitswahlrecht und 17 nach dem Verhältniswahlrecht bestimmt. Die Legislaturperiode beträgt drei Jahre, eine Wiederwahl ist nicht möglich.
Die Judikative wird vom Obersten Gerichtshof, von den Richtern der ersten Instanz und den Geschworenen ausgeübt. Der Oberste Gerichtshof wird von Justizbeamten und Richtern geleitet. Die Justizbeamten werden vom Gouverneur des Staates ernannt. Die Amtszeit beträgt fünfzehn Jahren und sie können wiedergewählt werden.

### Kommunalstruktur
In Mexiko ist das Municipio die unterste Ebene der dreiteiligen politischen Territorialverwaltung; darüber stehen die Staaten und die Föderation. In Mexiko gibt es derzeit insgesamt 2448 Municipios, davon befinden sich in Oaxaca 570 (fast 25 %), die hier meist kleiner sind als in anderen Staaten. Der Gemeinderat und die lokalen Amtsträger werden entweder über Parteien gewählt oder nach traditionellem Gewohnheitsrecht (usos y costumbres) durch die Gemeindeversammlung bestimmt.
Oaxaca ist zudem in 30 Distrikte (Distritos electorales, Wahlbezirke) gegliedert, jeder Distrikt hat einen eigenen Richter und eine Steuerverwaltung. Diese Distrikte wiederum sind zu acht Regionen gruppiert.
Der Bundesstaat gilt als mexikanischer Vorreiter bei der Anwendung von Open-Source-Software (FOSS) in der Verwaltung.

### Das Gewohnheitsrecht der indigenen Bevölkerung
Von den 570 Gemeinden von Oaxaca verwalten sich 418 selbst nach dem traditionellen Gewohnheitsrecht (usos y costumbres) und nur 152 nach dem im Rest der Republik üblichen Parteiensystem.
Das Gewohnheitsrecht wird von der Gemeindeversammlung (asamblea) ausgeübt. Die Gemeindevertreter gehören keiner Partei an, werden meist für relativ kurze Zeit (1–3 Jahre) gewählt, verrichten ihren Dienst an der Gemeinschaft ohne Bezahlung und können jederzeit durch die Gemeindeversammlung abberufen werden. Trotz dieser basisdemokratischen Elemente sind Frauen als Gemeindevertreterinnen noch die Ausnahme.
Die Gemeindeämter sind Teil des Cargo-Systems, einer Hierarchie von religiösen und weltlichen Funktionen innerhalb der Dorfgemeinschaft die in der Pubertät mit der Übernahme von Boten- und Polizeiaufgaben durch „topile“ beginnt und in fortgeschrittenem Alter mit dem Richteramt des „alcalde“ endet.
Eng hiermit verknüpft ist das Tequio, ein unentgeltlicher Dienst, der an Wochenenden gemeinsam mit anderen Gemeindemitgliedern beispielsweise mit Instandhaltungsarbeiten an der durchs Dorf führenden Straße verbracht wird.
Obwohl die Ursprünge des indigenen Gewohnheitsrechts weit vor der Eroberung durch die Spanier liegen, entstammen viele seiner Elemente der Kolonialzeit. Weitere kamen mit den Verwaltungsstrukturen für kollektiven Landbesitz hinzu, die sich mit der in der mexikanischen Revolution erreichten Landreform etablierten.

## Wirtschaft

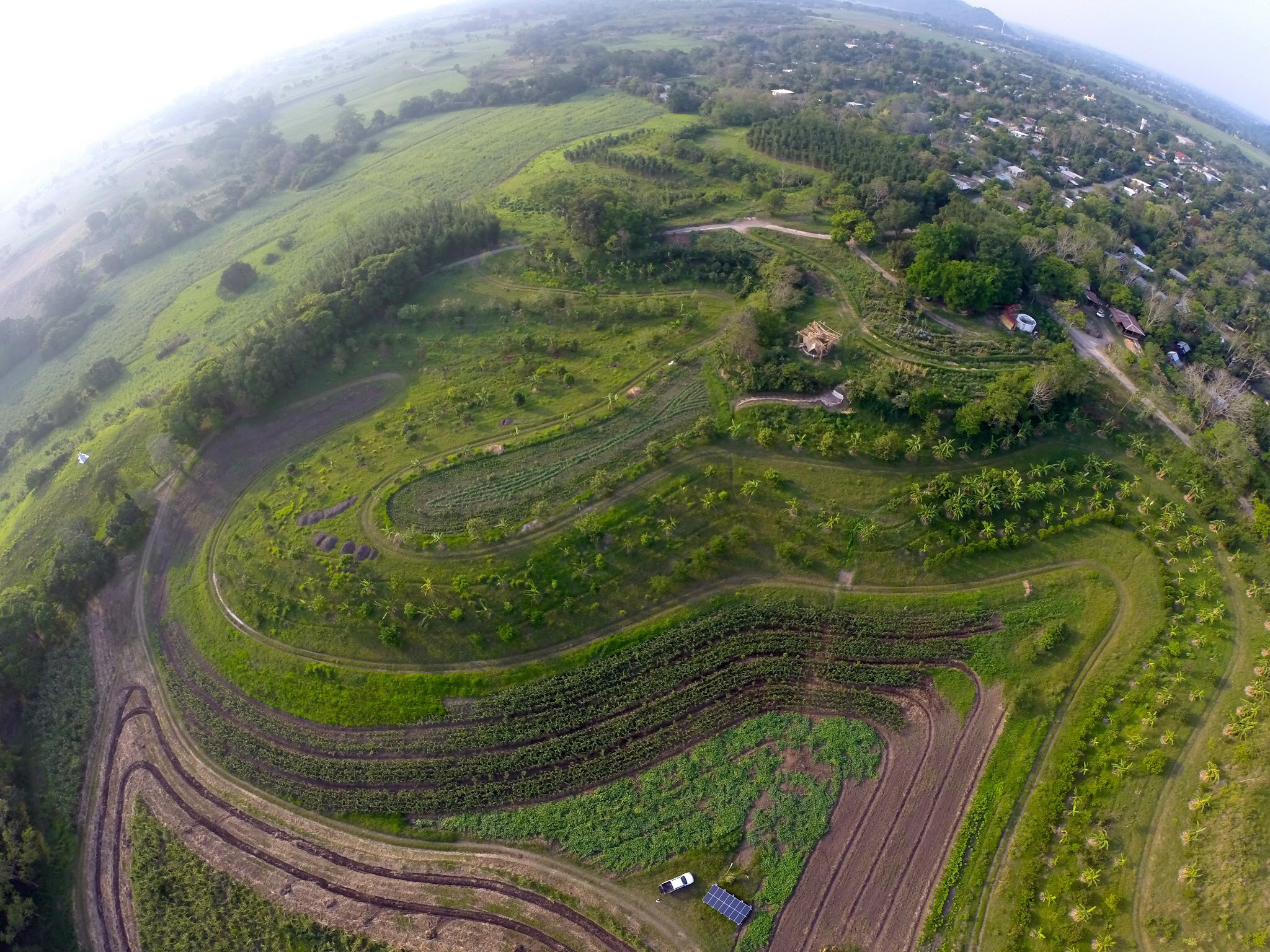
Bewässerungs- bzw. Retentions- und Kultursystem Keyline-Design aus der Vogelperspektive (San Ricardo-Ranch in Oaxaca, Februar 2018)

Oaxaca gehört zu den ärmsten Bundesstaaten Mexikos: Nach dem Index der menschlichen Entwicklung belegte Oaxaca 2015 mit einem Wert von 0,687 den vorletzten Platz unter den 31 nationalen Bundesstaaten.
Der Hauptwirtschaftsfaktor ist die Landwirtschaft. In Oaxaca werden Zuckerrohr, Zitronen, Apfelsinen, Luzerne, Gerste, Mais, Avocado, Pinienzapfen, Reis, Melonen, Aloe, Kaffee und Tabak angebaut. Oaxaca ist der primäre Ursprungsstaat des Mezcal.
Oaxaca ist unter den mexikanischen Bundesstaaten führend im Ausbau der Windenergie: mit Stand Oktober 2021 sind in Oaxaca 2.749 MW Windkraftwerksleistung installiert, das sind 38,4 % der mexikanischen Gesamtleistung von 7.154 MW.
Der Bergbau in Oaxaca gewinnt zunehmend an Wichtigkeit, nachdem vor allem kanadische Minenkonzerne sich die Schürfrechte für weite Teile des Landes gesichert haben.
Ein weiterer, wichtiger Wirtschaftsfaktor ist der Tourismus. Dieser wird in vier Teilgebiete untergliedert:
- Strände und natürliche Sehenswürdigkeiten: Bahías de Huatulco, Puerto Escondido, Santa María del Tule, Hierve el Agua, Guilá Naquitz, Gheo Shih usw.
- Öko-, alternativer und Abenteuertourismus: Boot- und Kajakfahren, Sportfischen, Camping, Bergradsport, Abseilen, ländlicher Tourismus usw.
- Feste und Feiern: Semana Santa, Guelaguetza, Velas Istmeñas, Todos Santos, Noche de Rábanos, Virgen de Juquila, Virgen de Guadalupe, Virgen de la Soledad, Santo Cristo de Tlacolula etc.
- Archäologische Zonen: Monte Albán, Mitla, Yagul, San José Mogote, Dainzú, Yucuita, Yucuñudahui und Zaachila

## Kultur- und Naturerbe
Die UNESCO hat am 11. Dezember 1987 die Altstadt von Oaxaca de Juárez und die Ruinen von Monte Albán in die Liste des Weltkulturerbes aufgenommen. Neben dem Weltkulturerbe hat die UNESCO auch weite Teile des Bundesstaates als Biosphärenreservat anerkannt.
Im Gebiet von Oaxaca gibt es etwa 200 Arten von Reptilien, 2204 Pflanzenarten, 530 Arten von Vögeln, 212 Arten von Säugetieren und 93 Arten von Amphibien.

## Persönlichkeiten
- Benito Juárez (1806–1872), Präsident, geboren in San Pablo Guelatao
- Porfirio Díaz (1830–1915), mexikanischer Präsident
- José Vasconcelos (1882–1959), Philosoph
- Tata Nacho (1894–1968), Komponist
- Rufino Tamayo (1899–1991), Maler
- Francisco Gutiérrez Carreola (1906–1945), Maler und Grafiker
- Andrés Henestrosa (1906–2008), Politiker
- Gustavo Olguín (1925–2018), Wasserballspieler und Maler
- Francisco Toledo (1940–2019), Maler
- Susana Harp (* 1968), mexikanische Sängerin und Politikerin, Senatorin von Oaxaca
- Ruth Nivon Machoud (* 1990), mexikanisch-schweizerische Triathletin
- María José Portillo Ramírez (* 1999), Tennisspielerin

## Sehenswertes
In Oaxaca befinden sich 4000 archäologische Stätten, wovon allerdings bisher nur 800, wie zum Beispiel Monte Albán, Mitlá und Yagul, untersucht wurden. Weitere Sehenswürdigkeiten bietet unter anderem die Hauptstadt des Bundesstaates.